# New Style (band)
New Style is een Surinaamse muziekformatie.
De groep werd in rond mei 2014 opgericht. Ze bestaat uit meer dan vijftien leden en speelt in de stijl kaskawi. De band wordt geleid door Elvin (Kensie) Kensenhuis. In de eerste zes jaar werden vier albums uitgebracht. Daarnaast zijn er samenwerkingen, zoals in 2015 als featuring artiest in de nummer 1-hit Saka modo gi deng van Steven Apensa. Andere gezamenlijke hits waren bijvoorbeeld Mi na mati moro (2015) met Damaru en Sondro yu (2017) met Naomi Faerber.
De groep ging ook voor optredens naar het buitenland. Ze trad in 2016 op tijdens de Antilliaanse Feesten in Hoogstraten in België. In Nederland trad ze in 2017 op tijdens het Kwaku Summer Festival en in 2019 op het Zomercarnaval.